# 日本橋髙島屋三井ビルディング
日本橋髙島屋三井ビルディング（にほんばしたかしまやみついビルディング）は、東京都中央区日本橋で行われた日本橋二丁目地区第一種市街地再開発事業のC街区に建てられた超高層複合ビル。本項ではほかの街区に建てられた建物等についても記載する。
2020年度グッドデザイン・ベスト100受賞。

## 概要
日本橋地区は、江戸時代から続く多くの老舗や明治期以降には百貨店等が集積。三井本館など、戦前から三井財閥（現在の三井グループ）が拠点を置く一等地であった。高度経済成長期以降は、金融・証券会社等の業務ビルが数多く立地し発展してきた。しかし、平成年代に入ると地区の業務、商業ビルは老朽化が進み、他地区の発展に伴い転出する企業も目立ち始め、さらに地区内の建物の大部分は旧耐震基準で設計されており、一部には老朽化した木造建設物も見られていたため、再開発による都市機能の更新を求める声が地元では次第に高まった。
そうした声を背景に、2005年3月に地区内権利者の有志が勉強会をスタート。11月には「日本橋二丁目5番、6番地地区まちづくり協議会」を設立する。関係者間での議論を経て、地区内におけるランドマークの一つで老朽化が進んでいた髙島屋日本橋店（旧称：高島屋東京店、現：日本橋髙島屋S.C.）本館の保存については、三井本館・日本橋三井タワー（2005年竣工）における保存の考え方を準用し、東京店を保存することによって得られる容積率を隣接街区で消化し、隣接街区との一体開発を市街地再開発事業を実現することによって、全体の開発スキームを組み立てることになり、都市計画に先立って、2009年に東京店は重要文化財指定された。
また隣接する北街区（東京日本橋タワー）と共に都に都市再生特別地区を提案し、2011年に都市計画が決定。2013年に「日本橋二丁目地区市街地再開発組合」設立認可、2014年に権利変換計画認可を受け、工事に着手し、A・C・D街区が2018年、B街区は2019年に竣工を迎えている。
再開発を機にB・C街区間の区道284号線は歩行者専用道路となり、区道上空には高さ40m、長さ約90mにわたるガラスの大屋根で覆われた、安全で快適な歩行者空間である「日本橋ガレリア」が整備されたほか、効率よく各街区間を移動できる地下鉄コンコース直結の地下歩行者ネットワークと地下広場も併せて整備されている。また、2018年9月には法人地権者8名の正会員と近隣町会等の準会員で構成される「日本橋ガレリアエリアマネジメント」を設立し、持続可能な賑わいのあるまちづくりを推進している。

## 街区の概要

### A街区
昭和通りに面した太陽生命旧本社ビルおよび旧日本橋髙島屋新館の跡地に建てられた地下5階・地上27階の太陽生命日本橋ビルが位置する。このうち、4階～5階に日本橋髙島屋S.C.東館が入り、ポケモンセンタートウキョーDX＆ポケモンカフェおよび外商サロンが所在する。
1階にエントランスホール、6階にスカイロビーを置き、8階から26階をオフィスフロアとした。フロアは西向きに開いた門口約59m、奥行約20mの整形な空間とした。
都市計画提案における地域貢献の一環として、街区全体で利用するエネルギーセンター（都認定DHC）が再開発で最初に竣工した太陽生命日本橋ビル内に整備されている。

### B街区
1933年、髙島屋は高橋貞太郎が設計を手掛け、日本生命保険が所有する東京日本生命館に東京店（現・日本橋店）を移転する。同館は戦後数回、村野藤吾の設計による継承的かつ創造的な増築が行われた。
今般の再開発を前に日本橋店の本館が国の重要文化財に指定された事を受け、大規模な変更工事が出来ないことから、A・C街区と道路上で接続する連絡通路の増築を市街地再開発事業での建築工事とすることにより、従前建物は除却せず、活用し、本館にあった荷捌場と駐車場の機能をA・C街区に移設し、本館の荷捌場は車寄せに、屋上駐車場は屋上庭園に改修された。これら工事は百貨店の営業終了後の夜間工事で全て対応し、営業を継続しながら施工を行った。これほどの大規模な重要文化財を活用し続けるという事業は、全国的にも先駆的な試みであったという。

### C街区
日本橋髙島屋北別館や日本橋富士ビルなどの跡地に建てられた地下5階・地上32階の日本橋髙島屋三井ビルディングが位置する。このうち、地下1階から地上7階部分が日本橋髙島屋S.C.新館となり、日本初上陸の海外ブランドなど専門店を中心に115店が営業する。周辺のオフィスで働く会社員の需要に合わせて、カフェなどの一部店舗は平日の午前7時半に開店するほか、地下1階の成城石井は午後10時まで営業する。
地下1階および地上1階にオフィスエントランスを配し、9階にオフィスロビーと最大238名収容可能な日本橋三井ホールを置くほか、9・10階にテナント企業向け会員制施設が設けられた。
10階から32階がオフィスフロアで、基準階は隣接ビルとの見合いへの配慮からコアを北側に配置した。組合員である帝国繊維、山本山(1階で茶房も営業する）などがオフィスを構えるほか、大学院大学至善館がキャンパスを置く。

### D街区
休息所、地域防災倉庫が整備された。